# حسین‌آباد (بهشهر)
حسین‌آباد، روستایی است از توابع بخش مرکزی شهرستان بهشهر در استان مازندران ایران.

## جمعیت
این روستا در دهستان میان کاله قرار دارد و براساس سرشماری مرکز آمار ایران در سال ۱۳۹۰، جمعیت آن ۳۶۶۱ نفر (۸۶۰خانوار) بوده‌است. مردم حسین آباد از قومیت کرد عبدالمالکی هستند. مردم حسین آباد به زبان کردی هورامی و مازنی سخن میگویند. این روستا یکی از چهار روستای معروف به چهار قلعه عبدالملکی که عبارتند از زاغمرز، حسین آباد، امیرآباد و زینوند می باشد که سالیان دور جهت دفاع از این منطقه در برابر تهاجم اقوام ترکمن که در پی تصاحب این منطقه در زمان جنگ جهانی دوم بودن وارد این منطقه شدند. این روستا دارای چهار طایفه سلیاکوتی، کالوند، جمالی وند و کمرشاخی میباشد. همچنین در این روستا در کنار این قوم، مردمانی طبری زبان حضور دارند. این دو قوم در کنار هم در کمال صفا و صمیمیت زندگی میکنند.